# Le Monde à l'envers (album)
Pour les articles homonymes, voir Le Monde à l'envers.
Albums de Zaho
Contagieuse
(2012) Résilience
(2023)
Singles
1. Laissez-les kouma[1]
Sortie : 24 juin 2016
2. Tant de choses[2]
Sortie : 7 octobre 2016
3. Salamalek[3]
Sortie : 3 mars 2017
4. Comme tous les soirs
Sortie : 2017

Le Monde à l'envers est le troisième album studio de la chanteuse algérienne Zaho, sorti le 17 février 2017.

## Liste des pistes
| 1.    | Bonne nouvelle                                  | 3:33 |
| 2.    | Tant de choses                                  | 3:28 |
| 3.    | Brouiller les ondes                             | 3:35 |
| 4.    | Comme tous les soirs                            | 3:05 |
| 5.    | J'ai pas le time                                | 3:13 |
| 6.    | Salamalek                                       | 3:32 |
| 7.    | Je rentre à la maison                           | 3:31 |
| 8.    | Leilo                                           | 3:30 |
| 9.    | Interlude feat. Mister V                        | 1:06 |
| 10.   | Laissez-les kouma feat. MHD                     | 3:16 |
| 11.   | Selfie                                          | 3:53 |
| 12.   | Te amo                                          | 3:13 |
| 13.   | On fait semblant                                | 3:32 |
| 14.   | Parle-moi feat Black M                          | 3:40 |
| 15.   | 7 milliards sous le ciel feat. Lino, Youssoupha | 3:35 |
| 49:50 |                                                 |      |